# Симфония № 1 (Хренников)
Симфония № 1 си-бемоль минор, соч. 4 — симфония Тихона Николаевича Хренникова в 3 частях. Премьера состоялась в 1935 году в Москве.

## История создания
Симфония была написана в 1933—1935 гг., во время обучения композитора в Московской консерватории. Симфония стала его дипломной работой. Однако, за эту дипломную работу, Хренникову была поставлена «четвёрка». Как вспоминал сам Хренников, Шебалин, который был его дипломным руководителем, восхищался симфонией, и был уверен в отличной оценке комиссии, но симфония не понравилась Сергею Прокофьеву, который был председателем комиссии, и он поставил «четвёрку». Хренников не торопился забирать свой «синий» диплом из консерватории, по своему собственному признанию, он не хотел иметь диплом, в котором стоит «четвёрка». Но через некоторое время ему позвонили из консерватории и сказали, что специально собравшийся, по его вопросу, учёный совет, постановил изменить оценку на «пятёрку», выдать ему диплом с отличием, вручить золотую медаль и поместить имя Хренникова на доску отличия Московской консерватории.
Премьера состоялась в 1935 году в Москве, исполнил её Большой симфонический оркестр всесоюзного радио, дирижировал Георг Себастьян. Симфония имела большой успех, и её стали исполнять по всему Советскому Союзу. В этом же году Хренникову позвонил американский дирижёр Леопольд Стоковский, с просьбой разрешить ему исполнить симфонию в США, Хренников дал согласие и отправил ему партитуру. Стоковский включил её в свой репертуар и исполнял её всюду, где гастролировал. Позже симфонию стал исполнять Юджин Орманди. Так симфония получила мировую известность.
Среди других исполнителей симфонии такие дирижёры, как Артуро Тосканини, Шарль Мюнш, Ефрем Курц, Евгений Светланов, Кирилл Кондрашин, Вероника Дударова, Иржи Вальдганс, Жак Утман, Фернан Кине, Николай Аносов, Эдуард Грикуров, Юрий Темирканов, Юрий Симонов, Юрий Башмет, Игорь Блажков и др.

## Музыка
«Горе, радость, страдание и счастье» — так охарактеризовал симфонию сам композитор.
Музыкальный язык симфонии охарактеризован свежестью и новаторством выражения. С первых же нот чувствуется индивидуальность автора, твёрдость его идей, смелость, но в то же время чувствуется мастерство, и приверженность музыкальной традиции. Очень редко встречаются композиторы, чьи первые произведения приносят им славу, чаще всего признание к ним приходит в зрелом возрасте. Хренников доказал обратное: его первая симфония не только принесла ему всесоюзную, а потом и мировую славу, но и стала образцом новаторства с сохранением традиционного языка. Ведь 20-е, 30-е годы были исполнены авангардной музыкой, «мелодия» была не в чести, молодые композиторы соревновались в музыкальной гонке «речитативной» музыки. Симфония доказала, что традиционная академическая музыка может быть новаторской, и в то же время может оставаться мелодичной и гармоничной. Как писал Леопольд Стоковский: «В этой симфонии ярко звучит молодость русской души! В 1917 году большевики старались её заглушить, разрушить, но им это не удалось!». Хочется отметить, что именно в этой симфонии начал проявляться талант Хренникова, как удивительного мелодиста, который впоследствии был особенно развит в его знаменитых песнях, музыке к кинофильмам, к спектаклям.

## Структура
1. I. Allegro
2. II. Adagio. Molto espressivo
3. III. Allegro molto

## Некоторые аудиозаписи
- 1937 — дирижёр Борис Хайкин, оркестр Большого театра.
- 1956 — дирижёр Александр Гаук, оркестр Всесоюзного радио
- 1960 — дирижёр Шарль Мюнш, Бостонский симфонический оркестр
- 1975 — дирижёр Евгений Светланов, Государственный академический симфонический оркестр СССР